# Lando Calrissian
Lando Calrissian är en av figurerna i den ursprungliga Star Warsfilmtrilogin från 1977-1983.
Lando dyker upp för första gången i Rymdimperiet slår tillbaka (1980). Lando är en gammal vän till Han Solo och residerar över Bespin, kanske mer känd som Molnstaden.
Lando var tidigare ägare till rymdskeppet Årtusendefalken men förlorade det en gång när han och Han Solo spelade Sabacc.
Han Solo, Chewbacca och Leia Organa är på flykt undan Rymdimperiet med Darth Vader i spetsen och behövder en tillflyktsort. Han räknar med att få hjälp av sin gamle vän Lando. Imperiet är emellertid dem hack i häl och Darth Vader tvingar Lando att förråda Han och Leia. Vader vill använda Han och Leia som lockbete för att komma åt Luke Skywalker. Solo blir nedfryst till ett karbonitblock och skickas till gangstern Jabba the Hutt. Lando ångrar dock sitt svek snabbt och hjälper Leia och Chewbacca att fly från Bespin, man hinner även rädda Luke som med blivit svårt skadad i sin första duell med Darth Vader.
I nästa film, Jedins återkomst (1983), hjälper Lando Luke och Leia att befria Han Solo. Efter det blir han utnämnd till general i Rebellalliansen och får uppdraget att leda attacken mot den nya Dödsstjärnan.
Lando Calrissian spelas av Billy Dee Williams i originaltrilogifilmerna (Episod V och VI) samt som Landos röst i många TV-serier, bland annat Star Wars Rebels. Den yngre versionen av karaktären framträder i filmen Solo (2018) där han spelas av Donald Glover. I filmen Star Wars: The Rise of Skywalker (2019) spelades han återigen av Billy Dee Williams.